# 카르데실레림
《카르데실레림》(튀르키예어: Kardeşlerim)는 2021년 방영된 튀르키예의 텔레비전 드라마이다.
2021년 2월 20일부터 2024년 6월 8일까지 aTV를 통해 터키에서 방송되었습니다. (헝가리에서는 TV2에서 2022년 10월 14일에 방송될 예정이었으며, 더불어 이자우라TV에서는 평일 저녁마다 같은 날의 에피소드를 반복해서 방송하고 있습니다.)

## 플롯
Veli와 Hatice는 19세 Kadir, 17세 쌍둥이 Ömer와 Asiye, 6세 Emel 등 네 자녀를 사랑스럽게 키우고 있습니다. 그러나 어느 날 Hatice는 그녀의 상사가 비즈니스 파트너의 아내와 바람을 피우고 있음을 발견합니다. 불행한 사건의 연속은 계속되고 네 형제는 어머니와 아버지를 모두 잃게 됩니다. 부모를 애도하며 살아남기 위해 애쓰는 그들은 부모의 죽음이 아버지의 전 상사인 아키프 아타쿨 때문이라는 사실을 전혀 모르고 있다. 자신의 범죄를 은폐하기 위해 그 남자는 카디르에게 일자리를 제안하고 그가 소유한 사립 학교에 Ömer와 Asiye를 등록시킵니다. 험난한 운명에 처한 네 형제의 길이 부잣집 아이들의 세계를 넘나들고, 전혀 다른 세계에서 온 두 청춘 사이에 예측할 수 없는 우정과 불가능한 사랑이 엮인다.